# Савінов Леонід Миколайович
Леонід Миколайович Савінов (нар. 6 березня 1928, Москва, РРФСР — пом. 19??, Донецьк, Україна) — радянський футболіст та тренер, виступав на позиції нападника. Відомий своїми виступами за сталінський «Шахтар», київське «Динамо» та дніпропетровський «Металург».

## Життєпис
Народився в Москві, вихованець столичного «Динамо». Футбольну кар'єру розпочав у складі аматорського колективу «Хімік» (Кемерово). У 1948 році приєднався до клубу «Дзержинець» (Нижній Тагіл) з Класу «Б».
У 1950 році перейшов до «Шахтаря». Дебютував у сталінському колективі 16 квітня того ж року в переможному (1:0) домашньому поєдинку 1-о туру Класу «А» проти ризької «Даугави». Леонід вийшов на поле в стартовому складі та відіграв увесь матч, а на 43-й хвилині відзначився голом. У футболці «гірників» провів 3 роки. У сезоні 1951 року став бронзовим призером чемпіонату СРСР та півфіналістом кубку країни. Загалом у чемпіонатах СРСР за «Шахтар» 83 матчі (27 голів), ще 15 матчів (6 голів) провів у кубку СРСР.
У 1954 році опинився в «Динамо». Дебютував у футболці киян 6 травня в переможному (2:0) виїзному поєдинку 7-о туру класу «А» проти московського «Торпедо». Савінову тому матчі вийшов на поле з лави запасних замість Павла Віньковатова. У складі першої «динамівської» команди зіграв 6 матчів у класі «А» (ще 15 матчів, в яких відзначився 11-а голами, провів у першості дублерів). Восени 1954 року повернувся в «Шахтар», за який зіграв у 2-х матчах чемпіонату СРСР.
У 1955 році перейшов у дніпропетровський «Металург». У команді провів 3 сезони, за цей час у Класі «Б» зіграв 83 матчі (20 голів), ще 6 матчів (3 голи) провів у кубку СРСР. По завершенні сезону 1957 року закінчив кар'єру футболіста.
У 1963 році допомагав тренувати ждановський «Азовсталь».

## Досягнення
«Шахтар» (Сталіно)
- Клас «А»
  -  Бронзовий призер (1): 1951

- Клас «Б»
  -  Чемпіон (1): 1954
  -  Бронзовий призер (1): 1953